# لوس أنجلوس تايمز
لوس أنجلوس تايمز (بالإنجليزية: Los Angeles Times) هي جريدة أمريكية يومية تصدر في لوس أنجلوس، كاليفورنيا. منذ 1881. تعتبر الرابعة من حيث أرقام توزيعها في الولايات المتحدة.

## وصلات خارجية
- لوس أنجلوس تايمز على موقع الموسوعة البريطانية (الإنجليزية)
- لوس أنجلوس تايمز على موقع روتن توميتوز (الإنجليزية)

- الموقع الرسمي
- أراشيف «لوس أنجلوس تايمز» (1881 حتى الآن) (بالإنجليزية)
- «لوس أنجلوس تايمز» أرشيف فوتوغرافي خلال فترة أعوام من حوالي 1918 حتى 1990 (مكتبة أبحاث تشارلز يونغ، جامعة كاليفورنيا في لوس أنجلوس) (بالإنجليزية)